# Крошечный воробьиный сыч
Крошечный воробьиный сыч (лат. Glaucidium minutissimum) — самая мелкая сова из рода воробьиных сычей.

## Внешний вид
Длина тела — 12—14 см, вес 45 г. Лицевой диск выражен не ярко, «ушек» нет, хотя если сычика потревожить, он будет топорщить перья на лбу, и перья по краю лица будут напоминать «ушки». На затылке имеются два характерных для воробьиных сычей пятна-«глаза» — чёрные пятна в белой окантовке. У взрослого сычика лицевой диск светло-серого и бурого цвета, вокруг глаз — рыжие пятна, над глазами — белые «брови». Верхняя часть тела рыжевато-бурая с мелкими белыми пятнышками. Маховые крылья полосатые, но переход между светлым и тёмным тоном размыт. Хвост коричневый с несколькими белыми полосками. На горле белое пятно с рыжей обводкой. Нижняя часть тела светло-серая либо белая с рыжими полосами. Ноги оперены. Клюв желтовато-зелёный, пальцы жёлтые, когти серые с тёмными концами. Молодые сычики по цвету и телосложению практически не отличаются от взрослых, но у них нет пятен на макушке и лоб светлее.

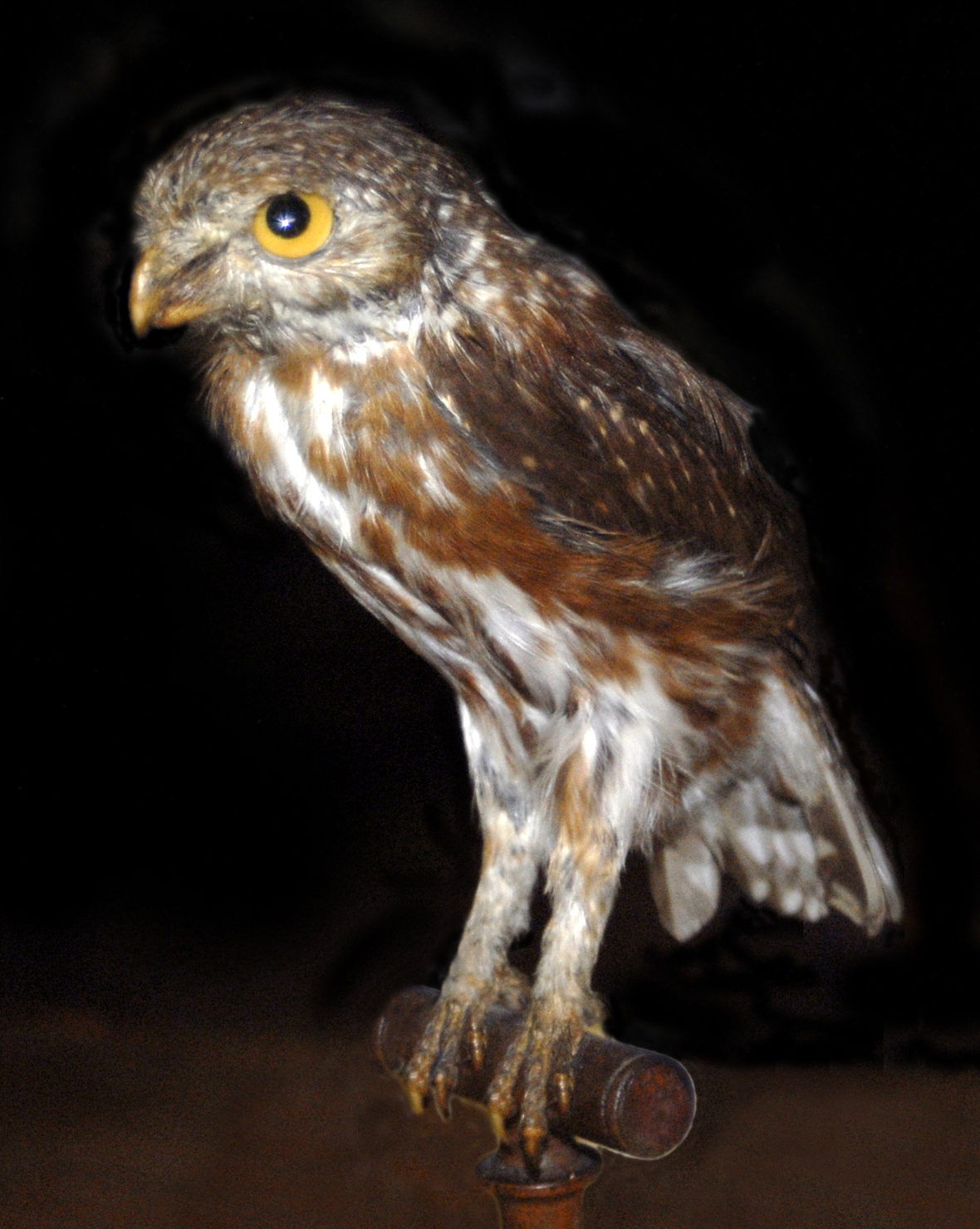
Glaucidium minutissimum. Музейный экспонат.

## Образ жизни
Питается крошечный воробьиный сыч насекомыми, иногда ловит мелких позвоночных. Активен в сумерках, но время от времени охотится днём.

## Распространение
Обитает в Мексике (Северная Байя, Минас Герайс на юг до Санта Катарины), восточной Бразилии и соседних областях центрального и восточного Парагвая, небольшая популяция есть в Северо-Восточной Аргентине. Населяет вечнозеленые тропические и субтропические леса, равнинные и горные, но не выше 1000 м над уровнем моря.